# 마벨의 운전
마벨의 운전(Mabel At The Wheel)은 미국에서 제작된 마크 센넷 감독의 1914년 영화이다. 찰리 채플린 등이 주연으로 출연하였고 맥 세네트 등이 제작에 참여하였다.

## 출연

### 주연
- 찰리 채플린

### 조연
- 마벨 노맨드
- 해리 맥코이
- 체스터 콘클린
- 맥 세네트
- 알 세인트 존
- 조 보듀스
- 맥 스웨인
- 윌리엄 하우버
- 에드가 케네디

## 같이 보기
- 찰리 채플린의 영화 목록